# Heinz Palm (Jurist)
Heinz Palm (* 4. Dezember 1930 in Essen; † 5. März 2019) war ein deutscher Jurist. Er war von 1989 bis 1995 Präsident des Oberlandesgerichtes Hamm.

## Leben

### Ausbildung
Palm besuchte die Schule in Dortmund, Ahlen und Münster, wo er 1951 das Abitur am Wilhelm-Hittorf-Gymnasium absolvierte. Danach studierte er Rechts- und Staatswissenschaften an den Universitäten in Münster und Freiburg. Er legte im Januar 1955 das erste juristische Staatsexamen beim Justizprüfungsamt in Hamm ab und absolvierte das Referendariat im Bezirk des Oberlandesgerichtes Hamm. Im Juli 1959 legte er das zweite juristische Staatsexamen beim Landesjustizprüfungsamt in Düsseldorf ab.
Im Jahr 1963 wurde Palm zum Dr. jur. promoviert. Er wurde bei seiner Doktorarbeit von Hans Brox betreut.

### Berufsweg
Palm trat im August 1959 in den richterlichen Dienst des Landes Nordrhein-Westfalen ein und wurde 1960 Gerichtsassessor. Früh folgte in den Jahren 1961 und 1962 eine Abordnung an das Landesjustizprüfungsamt in Düsseldorf sowie in den Jahren 1962 und 1963 als wissenschaftlicher Assistent an das Institut für Arbeits- und Wirtschaftsrecht der Universität Münster. 
Zwischenzeitlich wurde Palm 1962 zum Landgerichtsrat in Dortmund ernannt. Er wurde 1966 als Referent und hauptamtlicher Prüfer erneut beim Landesjustizprüfungsamt in Düsseldorf tätig, wo er bis 1974 blieb. Dort befasste er sich mit Fragen der Juristen- und Rechtspflegerausbildung und arbeitete an der Vorbereitung und Einführung des Modells einer einstufigen Juristenausbildung mit.
Im Jahr 1966 erfolgt eine Beförderung zum Oberlandesgerichtsrat und im Dezember 1969 erhielt er eine Planstelle beim Oberlandesgericht in Hamm. Er war zudem im Ministerium der Justiz des Landes Nordrhein-Westfalen tätig, wo er 1971 zum Ministerialrat ernannt wurde. Anschließend kehrte er im September 1975 als Richter an das Oberlandesgericht Hamm zurück. Hier arbeitete er zunächst als Beisitzer und später als stellvertretender Vorsitzender in verschiedenen Zivilsenaten. Des Weiteren war er zeitweilig auch Dezernent und Ausbildungsleiter des Oberlandesgerichtes. In dieser Position betätigte er sich in der einstufigen Juristenausbildung und gehörte als nebenamtlicher Prüfer sowie Vorsitzender eines Prüfungsausschusses dem Landesjustizprüfungsamt an. Er wurde auch Mitglied des in den Jahren 1974 und 1975 eingerichteten Beirates für die einstufige Juristenausbildung.
Zum 1. November 1977 wurde Palm zum Vizepräsidenten des Oberlandesgerichtes Hamm ernannt. Zudem nahm er Lehraufträge im bürgerlichen Recht an der Universität Münster wahr. Im Jahr 1984 wurde er Präsident des Landgerichtes Bielefeld.
Anschließend war er vom 1. Januar 1989 bis zum 31. Dezember 1995 der Präsident des Oberlandesgerichtes Hamm. Er trat in den Ruhestand und sein Nachfolger als Oberlandesgerichtspräsident wurde Gero Debusmann. Während Palms Amtszeit als Oberlandesgerichtspräsident war er vom 1. Januar 1989 bis zum 31. Dezember 1995 zudem Vizepräsident des Verfassungsgerichtshofes für das Land Nordrhein-Westfalen.

## Auszeichnungen
- Ehrendoktorwürde der Fakultät für Rechtswissenschaft, Universität Bielefeld (1. Februar 1990)[4]
- Großes Bundesverdienstkreuz (März 1996)